# Stroker Ace
Stroker Ace – amerykański komediowy film sportowy w reżyserii Hala Needhama wydana 1 lipca 1983 roku. Zdjęcia kręcono w stanach Alabama, Georgia i Karolina Północna.
Film zarobił 13 000 000 dolarów amerykańskich w Stanach Zjednoczonych.

## Obsada
Źródło: Filmweb

- Burt Reynolds – Stroker Ace
- Bubba Smith – Arnold
- Loni Anderson – Pembrook Feeney
- Jim Nabors – Lugs Harvey
- Cary Guffey – mały Doc
- Wallace Merck – Redneck
- Parker Stevenson – Aumbrey
- Kevin McCorkle – klient

## Nagrody i nominacje
W 1984 roku podczas 5. rozdania nagród Złotych Malin Jim Nabors zdobył nagrodę w kategorii Worst Supporting Actor. Hal Needham oraz Hank Moonjean byli nominowani w kategorii Worst Director i Worst Picture. Loni Anderson była nominowana w kategorii Worst Actress oraz Worst New Star.